# Alex Winter
Alex Winter, pseudonimo di Alexander Ross Winter (Londra, 17 luglio 1965), è un attore, regista e sceneggiatore inglese naturalizzato statunitense.

## Biografia
Nato a Londra, figlio di una coppia di ballerini di origine statunitense (collaboratori di Martha Graham) imparò la danza fin da piccolo. A 5 anni la sua famiglia si spostò nel Missouri per motivi di lavoro. Iniziò ad interpretare ruoli teatrali alla fine degli anni settanta.
È sposato con Sonya Dawson da cui ha avuto il figlio Leroy nel 1998.

## Filmografia parziale

### Attore
- Il giustiziere della notte 3 (Death Wish 3), regia di Michael Winner (1985)
- Ragazzi perduti (The Lost Boys), regia di Joel Schumacher (1987)
- L'estate stregata (Haunted Summer), regia di Ivan Passer (1988)
- Bill & Ted's Excellent Adventure, regia di Stephen Herek (1989)
- Rosalie va a fare la spesa (Rosalie Goes Shopping), regia di Percy Adlon (1989)
- Un mitico viaggio (Bill and Ted's Bogus Journey), regia di Peter Hewitt (1991)
- Freaked - Sgorbi (Freaked), regia di Alex Winter e Tom Stern (1993)
- I rubacchiotti (The Borrowers), regia di Peter Hewitt (1997)
- Fever, regia di Alex Winter (1999)
- Ben 10 - Corsa contro il tempo, regia di Alex Winter (2007)
- Ben 10: Alien Swarm, regia di Alex Winter (2009)
- Medium Rare (2010)
- Il ricatto (Grand Piano), regia di Eugenio Mira (2013)
- Bill & Ted Face the Music, regia di Dean Parisot (2020)

### Regista
- Freaked - Sgorbi (1993)
- Fever (1999)
- Ben 10 - Corsa contro il tempo (2007)
- Ben 10: Alien Swarm (2009)
- Downloaded (2013)
- Deep Web (2015)
- Smosh: The Movie (2015)

## Doppiatori italiani
Nelle versioni in italiano delle opere in cui ha recitato, Alex Winter è stato doppiato da: 
- Oreste Baldini in Un mitico viaggio, Bill & Ted Face the Music
- Christian Iansante in Il ricatto
- Simone Mori in Freaked - Sgorbi
- Gianni Bersanetti in Ragazzi perduti